# Angu do Gomes

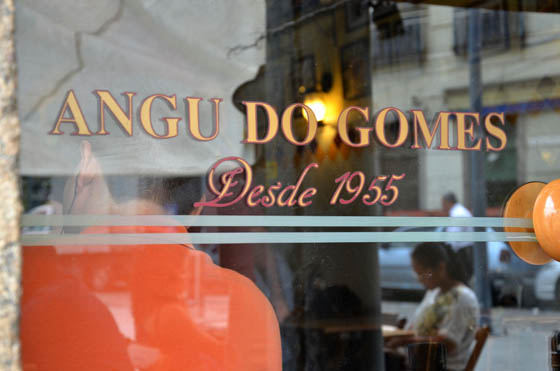
Parte da fachada do restaurante Angu do Gomes, em 2016.

O Angu do Gomes é um restaurante situado no bairro da Saúde, na Zona Central da cidade do Rio de Janeiro. Localiza-se na Rua Sacadura Cabral, em frente ao Largo de São Francisco da Prainha. O Angu do Gomes Tradicional, que dá nome ao restaurante, é o principal prato servido.
O Angu do Gomes, como negócio, foi um símbolo do Rio de Janeiro entre as décadas de 50 e de 80. As barraquinhas do Angu do Gomes no passado espalhavam-se pela cidade, onde trabalhadores e boêmios comiam com frequência devido ao preço popular.
O restaurante de fato foi inaugurado somente em 1977, embora o negócio estivesse funcionando desde 1955 em carrocinhas. Reaberto em 2009, o seu cardápio é composto principalmente por angu e por derivados. O restaurante também serve diversos aperitivos, belisquetes, carnes, chapas, frangos, guarnições, massas caseiras e peixes.

## História
Em 1955, o português Manuel Gomes começou a vender angu em numerosas carrocinhas espalhadas pelas ruas da cidade. Um dos pontos tradicionais das carrocinhas era a Praça XV, onde Sérgio Mendes, Tom Jobim e Armando Pittigliani se reuniam com frequência para comer angu. Segundo Armando, o samba jazz surgiu devido à relação entre os músicos e o angu. Em 1964, Manuel morreu e o negócio foi assumido por seu filho, João Gomes, que se associou a Basílio Pinto, responsável pela parte financeira e administrativa do negócio. Segundo Basílio, o ex-presidente Juscelino Kubitschek, sempre que estava no Rio de Janeiro, encomendava a ele angu.
Em 1977, João Gomes e Basílio Pinto, com o sucesso do negócio, fundaram o restaurante no Largo de São Francisco da Prainha, situado no bairro da Saúde, para servir de base para as operações das carrocinhas. O restaurante contava com 300 funcionários, 40 carrocinhas espalhadas pela cidade e uma média de mil refeições diárias. Em seus primeiros anos, o local era ponto de encontro de militantes da extrema-direita brasileira que, ali, planejavam assassinatos e atentados visando a perpetuação do regime militar até então vigente no país. O restaurante passou por grandes dificuldades econômicas nos anos 80, oriundas da crise econômica e do surgimento dos estabelecimentos de fast-food e dos restaurantes de comida a quilo. Em 1988, Basílio saiu da sociedade e, no ano de 1995, o restaurante fechou e as carrocinhas deixaram de circular pela cidade.
Em 2009, Rigo Duarte, neto de Basílio e formado em Gastronomia, junto com outros sócios, reinauguraram o restaurante em outro número do Largo de São Francisco da Prainha.